# Elias Lönnrot
Elias Lönnrot (9. april 1802 - 19. marec 1884) je bil finski polihistor, zdravnik, filozof, pesnik, glasbenik, jezikoslovec, novinar, filolog in zbiralec tradicionalne finske ustne poezije. Najbolj znan je po sintezi finskega narodnega epa Kalevala (1835, razširjena 1849) iz kratkih balad in lirskih pesmi, ki jih je zbral iz finskega ustnega izročila med več terenskimi ekspedicijami na Finskem, v ruski Kareliji, na polotoku Kola in v baltskih državah.

## Izobraževanje in zgodnje življenje
Lönnrot se je rodil v Sammattiju v provinci Uusimaa na Finskem, ki je bila takrat del Švedske. Študiral je medicino na akademiji v Turkuju. Veliki požar v Turkuju je sovpadel z njegovim prvim študijskim letom. Ker je bila univerza uničena v požaru, so jo preselili v Helsinke, novoustanovljeno upravno središče Velikega vojvodstva Finske in sedanje glavno mesto Republike Finske. Lönnrot mu je sledil in diplomiral leta 1832.

## Zgodnja zdravniška kariera
Lönnrot je živel v vasi Paltaniemi, ko je v času lakote in kuge v okrožju dobil službo kot okrožni zdravnik Kajaanija na vzhodu Finske.ref>»Elias Lönnrotin Kajaani«. Visit Kajaani (v finščini). Arhivirano iz prvotnega spletišča dne 30. septembra 2020.</ref> Lakota je prejšnjega zdravnika spodbudila k odstopu, kar je omogočilo, da je tako delovno mesto dobil zelo mlad zdravnik. Več zaporednih let izpada pridelka je povzročilo izgubo prebivalstva in živine. Poleg tega je Lönnrotovo delo dodatno otežilo pomanjkanje bolnišnice. Bil je edini zdravnik za približno 4000 ljudi, ki so večinoma živeli v majhnih podeželskih skupnostih, raztresenih po okrožju. Ker so bili takrat zdravniki in nova zdravila dragi, se je večina ljudi zanašala na vaške zdravilce in lokalno dostopna zdravila. Lönnrot sam je bil navdušen nad tradicionalnimi zdravili in jih je tudi dajal. Vendar je bil trdno prepričan, da so preventivni ukrepi, kot so dobra higiena, dojenje dojenčkov in cepiva, najučinkovitejša zdravila za večino njegovih bolnikov.

## Jezikoslovno delo
O zgodnjem finskem jeziku je začel pisati leta 1827 in začel zbirati ljudske pripovedi podeželskih ljudi o tistem času. Leta 1831 je bilo ustanovljeno Finsko književno društvo in Lönnrot, ki je bil eden od ustanovnih članov, je od društva prejel finančno podporo za svoja zbirateljska prizadevanja.
Lönnrot je šel na daljši dopust iz ordinacije; obiskal je podeželje Finske, Sápmi (Laponska) in bližnje dele ruske Karelije. To je vodilo do serije knjig: Kantele, 1829–1831 (kantele je finsko tradicionalno glasbilo); Kalevala, 1835–1836 (»stara« Kalevala); Kanteletar, 1840; Sananlaskuja, 1842 (Pregovori); razširjena druga izdaja Kalevale, 1849 (»nova« Kalevala). Lönnrot je prejel priznanje za svojo vlogo pri ohranjanju finskega ustnega izročila z imenovanjem na katedro za finsko književnost na Univerzi v Helsinkih leta 1853.
Lotil se je tudi priprave prvega finsko-švedskega slovarja (Finsk-Svenskt lexikon, 1866–1880). Rezultat je vseboval več kot 200.000 vnosov, veliko finskih prevodov pa je skoval Lönnrot sam. Njegovo ogromno poznavanje tradicionalne finske poezije ga je naredilo za nedvomno avtoriteto na Finskem in številne njegove iznajdbe so obstale. Na finsko znanstveno terminologijo je zlasti vplivalo Lönnrotovo delo, zato se številni abstraktni izrazi, ki imajo latinsko ali grško etimologijo v večini drugih evropskih jezikov, pojavljajo kot domači neologizmi v finščini. Primeri iz jezikoslovja in medicine vključujejo kielioppi (slovnica), kirjallisuus (literatura), laskimo (vena) in valtimo (arterija).

## Delo v botaniki
Botaniki se ga spominjajo po tem, da je leta 1860 napisal prvo knjigo Flora Fennica v finščini – Suomen Kasvisto; v svojem času je slovela po vsej Skandinaviji, saj je bila med prvimi znanstvenimi besedili v skupnem jeziku. Drugo, razširjeno različico je soavtor Th. Saelan in objavljen leta 1866. Flora Fennica je bilo prvo znanstveno delo, objavljeno v finščini (namesto v latinščini). Poleg tega Lönnrotova Flora Fennica vključuje številne opombe o uporabi rastlin med opisi cvetov in listov.
Standardna okrajšava avtorja Lönnrot se uporablja za označevanje te osebe kot avtorja pri navajanju botaničnega imena.

## Vpliv
Finski grafik Erik Bruun je Lönnrota uporabil kot motiv za bankovec za 500 mark v svoji seriji bankovcev.
Grb Sammattija ima v sredini javorjev list (lönn v švedščini pomeni 'javor').
Zgodba Dona Rosa Iskanje Kalevale, v kateri nastopata Scrooge McDuck in Donald Duck, ima epizodno vlogo Lönnrota.
Na podlagi slovesa Eliasa Lönnrota kot raziskovalca je argentinski avtor Jorge Luis Borges v svoji zgodbi Smrt in kompas (La muerte y la brújula), po kateri je Alex Cox posnel tudi film, uporabil ime Lönnrot za marljivega detektiva.
Kalevala, finski narodni ep, ki ga je zbral Lönnrot, je bila med navdihi za Silmarillion in Gospodarja prstanov J. R. R. Tolkiena.
Elias Lönnrot je bil glavni motiv novejšega spominskega kovanca, finskega spominskega kovanca Eliasa Lönnrota in folklore, kovanega leta 2002. Na hrbtni strani sta vidna pero (kot simbol avtorja) in podpis Eliasa Lönnrota.
Po Lönnrotu so poimenovali asteroid glavnega pasu 2243 Lönnrot.
Kratka domišljijska zgodba Ellen Kushner The Threefold World prikazuje Eliasa Lönnrota kot protagonista.

## Galerija
- En človek nam je rešil vse s tekom, risba A. W. Linsena, 1847
- Portret Lönnrota Bernharda Reinholda, 1872
- Lönnrot in ljudski pevci, Akseli Gallen-Kallela, 1895
- Lönnrot in ljudski pevci, skica Gallen-Kallele za nedokončane freske v glavni stavbi Univerze v Helsinkih
- Njegov pogrebni sprevod v Sammattiju 3. aprila 1884
- Kenotaf na njegovem grobu s kantelo na njem
- Kip Lönnrota Emila Wikströma v Helsinkih, 1902